# خضر حمد
خضر حمد (1910 - 1970)  سياسي سوداني. كان أحد مؤسسي مؤتمر الخريجين عام 1938 الذي دعا إلى استقلال السودان. كان موظفاً بارزاً في وزارة المالية بالخرطوم حتى عام 1946م، وبعدها مثل السودان في جامعة الدول العربية.
ومع تنامي نشاط الحركة الوطنية في السودان [الإنجليزية]، قرر حمد ترك وظيفته في جامعة الدول العربية عام 1951. شغل خضر حمد عدة مناصب وزارية وكان عضوا في الحزب الاتحادي الديمقراطي. أصبح عضواً في مجلس السيادة في 10 يونيو 1965. وجاء المجلس بعد الانتخابات النيابية العامة عام 1965، وترأسه إسماعيل الأزهري. تم حل المجلس في 25 مايو 1969 بعد انقلاب الفريق جعفر النميري عام 1969.

كتاب حمد هذه هي الماسونية تم نشره في مايو 1969.